# Carbonio

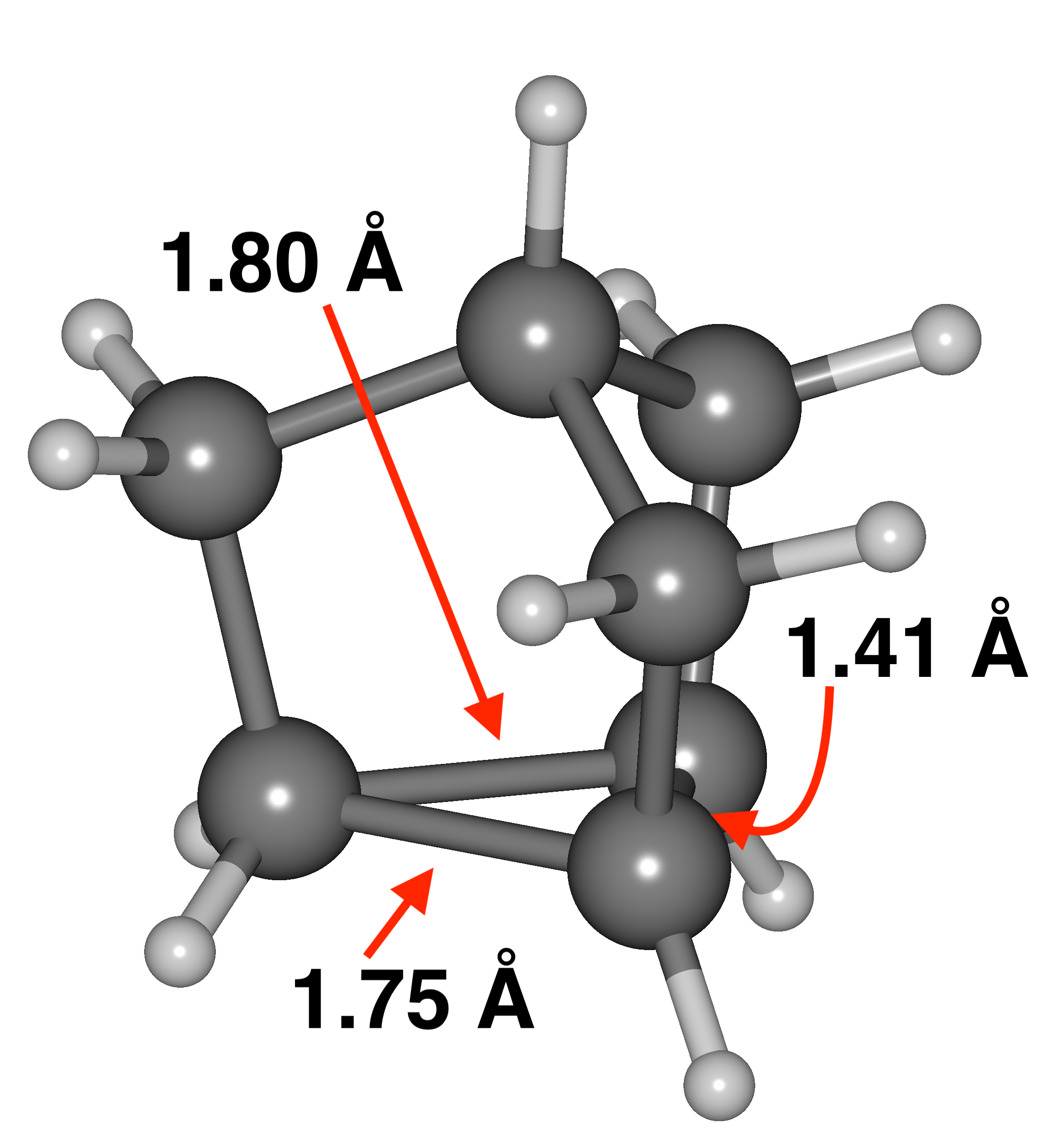
Vista molecular

En química, carbonio hace referencia a cualquier catión que posea un átomo de carbono pentavalente con una carga +1. También se suele usar para al miembro más simple del grupo, el ion metonio (CH+
5), que consiste en un carbono cuyas 5 valencias son completadas con átomos de hidrógeno (es un metano protonado).